# Mine de sel de Borth
 (janvier 2013).
Si vous disposez d'ouvrages ou d'articles de référence ou si vous connaissez des sites web de qualité traitant du thème abordé ici, merci de compléter l'article en donnant les références utiles à sa vérifiabilité et en les liant à la section « Notes et références ».
La mine de sel de Borth est une mine de sel dans la commune de Borth, Rheinberg dans le land de Rhénanie-du-Nord-Westphalie en Allemagne. Elle a été créée en 1924, elle emploie actuellement 300 personnes et a atteint une profondeur de 1 000 mètres. Le filon de sel de Borth a été découvert en 1897, durant le minage du sous-sol en quête de gisements de charbon.